# Medinilla inaequifolia
Medinilla inaequifolia är en tvåhjärtbladig växtart som beskrevs av Charles Budd Robinson. Medinilla inaequifolia ingår i släktet Medinilla och familjen Melastomataceae. Inga underarter finns listade i Catalogue of Life.